# Мили мой Мио (филм)
„Мили мой Мио“ (на шведски: Mio min Mio) е шведско-норвежко-съветски приключенски филм от 1987 г., базиран на едноименния роман на Астрид Линдгрен. Режисьор е Владимир Граматиков.
Филмът е заснет в Украйна (Крим), Великобритания и Швеция. Филмът е пуснат в Европа през 1987 г. и в САЩ през 1988 г. Централната тематична песен е написана от двама бивши членове на АББА, Бени Андершон и Бьорн Улвеус, и е изпълнена от шведското дуо „Джемини“ (соло от Карин Гленмарк).

## Сюжет
Внимание:  Текстът по-долу разкрива сюжета на произведението (или части от него)!
Деветгодишният Босе живее в къща с приемни родители. Един ден момчето се озовава в магическа земя Желана. Сега младият принц Мио трябва да спаси страната на баща си от силите на злото. Мио и неговият приятел Юм Юм предизвикват злия рицар Като, който отвлича деца и ги превръща в птици, обречени вечно да кръжат над Мъртвото езеро.

## Създатели
- Сценарист: Уилям Олдридж
- Режисьор: Владимир Граматиков
- Оператор: Александър Антипенко
- Художник: Константин Загорски
- Композитори: Бени Андершон, Андерс Еляс
- Текст: Бьорн Улвеус
- Вокали: дует "Джемини" (соло от Карин Гленмарк)
- Държавен симфоничен оркестър по кинематография
- Диригент: Сергей Скрипка
- Музикален редактор: Наталия Строева